# Михеевское (Дагестан)
Михеевское (Михеевка) — село в Кизлярском районе Дагестана. Входит в состав Косякинского сельсовета.

## Географическое положение
Населённый пункт расположен у Новодавыдовского канала, в 2 км к западу от центра сельского поселения — Косякино и в 10 км к северо-западу от города Кизляр.

## История
Бывшее русское село. В 1977 году в него в плановом порядке переселяют даргинцев из Дахадаевского района. С конца 1980-х годов в селе начинают селиться аварцы из Цумадинского и Цунтинского районов.
14 июня 2011 года в селе убит имам сельской мечети А.Курбанов.

## Население
| 1926 | 1970 | 1989 | 2002 | 2010 | 2021 |
| ---- | ---- | ---- | ---- | ---- | ---- |
| 84   | ↗193 | ↗646 | ↘547 | ↗694 | ↗779 |

Национальный состав
По данным Всесоюзной переписи населения 1926 года:
| № | Национальность | Численность, чел. | Доля |
| - | -------------- | ----------------- | ---- |
| 1 | русские        | 58                | 69 % |
| 2 | украинцы       | 26                | 31 % |

По данным Всероссийской переписи населения 2010 года:
| № | Национальность | Численность, чел. | Доля   |
| - | -------------- | ----------------- | ------ |
| 1 | даргинцы       | 553               | 79,7 % |
| 2 | аварцы         | 100               | 14,4 % |
| 3 | лезгины        | 37                | 5,3 %  |
| 4 | другие         | 4                 | 0,6 %  |

По данным Всероссийской переписи населения 2010 года, в селе проживало 694 человека (337 мужчин и 357 женщин). 

## Хозяйство
В селе действует птицефабрика.